# Pseudectatosia strandiella
Pseudectatosia strandiella är en skalbaggsart som beskrevs av Stefan von Breuning 1940. Pseudectatosia strandiella ingår i släktet Pseudectatosia och familjen långhorningar. Inga underarter finns listade i Catalogue of Life.